# ديميتري إجناتنكو (لاعب كرة قدم مواليد 1969)
ديميتري إجناتنكو (بالروسية: Игнатенко, Дмитрий Владимирович)‏ هو لاعب كرة قدم روسي في مركز الدفاع، ولد في 27 يناير 1969 في سانت بطرسبرغ في روسيا. لعب مع زينيت سانت بطرسبرغ ولوخ إينيرجيا فلاديفوستوك وموردوفيا سارانسك ونادي شاختار قراغندي.